# Seán Doherty (Politiker, 1944)
Seán Doherty (irisch Seán Ó Dochartaigh; * 29. Juni 1944 bei Boyle, County Roscommon; † 7. Juni 2005 in Letterkenny, County Donegal) war ein irischer Politiker der Fianna Fáil, Minister sowie Präsident (Cathaoirleach) des Senats (Seanad Éireann).

## Biografie
Doherty war Mitarbeiter des öffentlichen Dienstes und Auktionator und begann seine nationale politische Laufbahn als Kandidat der Fianna Fáil 1977 mit der erstmaligen Wahl zum Abgeordneten (Teachta Dála) des Unterhauses (Dáil Éireann). Er vertrat dort zunächst die Interessen des Wahlkreises Roscommon-Leitrim und dann von 1981 bis 1989 den Wahlkreis Roscommon.
Im März 1980 wurde er von Premierminister (Taoiseach) Charles J. Haughey zum Staatsminister im Justizministerium ernannt und übernahm damit als „Juniorminister“ bis zum Ende von Haugheys Amtszeit am 30. Juni 1981 sein erstes Regierungsamt.
Nach dem erneuten Wahlsieg der Fianna Fáil berief ihn Haughey am 9. März 1982 in dessen zweite Regierung, der er bis zum Ende der Amtszeit am 14. Dezember 1982 nach der Niederlage gegen die Fine Gael angehörte.
Bei den Unterhauswahlen erlitt er 1989 eine Niederlage, wurde jedoch anschließend als Vertreter der Gruppe des öffentlichen Dienstes und der Verwaltung Mitglied des Senats. Dieser wählte ihn am 1. November 1989 zu seinem Sprecher (Cathaoirleach). Diese Funktion hatte er bis zu seinem Ausscheiden aus dem Senat am 22. Januar 1992 inne.
Im Anschluss wurde er 1992 wieder zum Mitglied des Unterhauses gewählt und vertrat dort bis 2002 die Interessen des Wahlkreises Longford-Roscommon. Zuletzt war Doherty vom 4. Dezember 1997 bis 2002 Vorsitzender des Unterhausausschusses für öffentliche Unternehmen und Transport.